# داربيد هفت تششمة سفلي (مقاطعة دلفان)
داربيد هفت تششمة سفلي (بالفارسية: داربید هفت چشمه سفلی) هي قرية تقع في قسم كاكاوند الشرقي الريفي (مقاطعة دلفان) في إيران. يقدر عدد سكانها بـ 69 نسمة .